# Crónica dos Feitos da Guiné
A Crónica dos Feitos da Guiné, também designada Crónica do Infante D. Henrique e Livro dos feitos do Infante, é uma crónica portuguesa, escrita por Gomes Eanes de Zurara entre 1452 e 1453, no reinado de Afonso V. Foi posteriormente refundida pelo próprio cronista, em data posterior a 1460.
Zurara escreveu a crónica a pedido de Afonso V, enviando-a ao soberano em carta datada de 1453, com o propósito de pôr "em scripto os feitos do Senhor Iffante Dom Henrique". Constitui-se de dois textos contíguos. Numa primeira parte compõe um longo panegírico do Infante, como impulsionador das descobertas na costa africana, ocupando-se numa segunda parte da narrativa minuciosa das expedições realizadas a essas regiões.
Desde o século XIX, sucessivas publicações tem levantado polémicas sobre a organização e datação dos textos, sugerindo a possibilidade de se tratarem de dois textos independentes, sendo um a crónica particular do Infante a que se refere a carta de 1453, e outro um relato sobre os feitos da Guiné, inspirados numa crónica perdida de Afonso Cerveira. Não obstante, a hipótese da fusão de dois textos autónomos parece estar hoje abandonada, em favor de um texto refundido, com uma estrutura coerente no sentido em que se constitui como exaltação global do papel do Infante na causa dos Descobrimentos. No mesmo sentido, enquanto Zurara, nas suas outras três crónicas, Crónica da Tomada de Ceuta, Crónica de D. Pedro de Meneses e Crónica de D. Duarte de Meneses, ocupa-se da conquista e solidificação do domínio português no Norte de África, na Crónica dos Feitos da Guiné apresenta os feitos dos navegadores na Guiné e nas ilhas do Atlântico como empresa endossada quase exclusivamente ao Infante.